# 1850 aux États-Unis
Pour des articles plus généraux, voir Chronologie des États-Unis et 1850.
Chronologie des États-Unis
- 1846
- 1847
- 1848
- 1849
- 1850
- 1851
- 1852
- 1853
- 1854

Cette page concerne des événements d'actualité qui se sont produits durant l'année 1850 du calendrier grégorien aux États-Unis.

## Gouvernement
- Président : Zachary Taylor (Whig) puis Millard Fillmore (Whig) à partir du 9 juillet
- Vice-président : Millard Fillmore (Whig) puis vacant à partir du 9 juillet
- Secrétaire d'État : John Middleton Clayton (Whig) jusqu'au 22 juillet puis Daniel Webster (Whig) à partir du 23 juillet
- Chambre des représentants - Président : Howell Cobb Démocrate

## Événements
- 29 janvier : Henry Clay introduit le Grand compromis de 1850 au Congrès[1].
- 28 février : fondation de l'université de l'Utah, université publique située à Salt Lake City en Utah.
- 16 mars : publication de La Lettre écarlate (The Scarlet Letter), un roman de Nathaniel Hawthorne.
- 19 mars : fondation de l'American Express par Henry Wells et William Fargo.
- 4 avril : Los Angeles devient officiellement une ville.
- 15 avril : San Francisco devient officiellement une ville.
- 19 avril : le Traité Clayton–Bulwer est signé entre les États-Unis et le Royaume-Uni, il interdit aux deux pays un contrôle total sur un canal, alors en projet, traversant le  Nicaragua.

|                                  | 1790      | 1800      | 1810      | 1820      | 1830       | 1840       | 1850       |
| -------------------------------- | --------- | --------- | --------- | --------- | ---------- | ---------- | ---------- |
| Population totale des États-Unis | 3.929.326 | 5.308.483 | 7.239.881 | 9.638.453 | 12.866.020 | 17.069.453 | 23.191.876 |
| Esclaves aux États-Unis          | 697.681   | 893.602   | 1.191.362 | 1.538.022 | 2.009.043  | 2.487.355  | 3.204.313  |

- 1er juin : Le septième recensement tient place. Il estime la  population des États-Unis à 23 191 876 dont 3 204 313 sont des esclaves[2].
- 4 juillet : Zachary Taylor assiste aux cérémonies du jour de l’Indépendance et reste au soleil, sans chapeau, pendant plusieurs heures. En rentrant à la Maison Blanche il se rafraîchit en mangeant des fruits et du lait froid. Il souffre alors de crampes d’estomac.
- 9 juillet : mort de Zachary Taylor, on pense aujourd’hui que c’est le traitement infligé par ses médecins qui a causé son décès. Il n’a servi que 16 mois de son mandat. Le Vice-président des États-Unis Millard Fillmore devient le treizième Président des États-Unis.

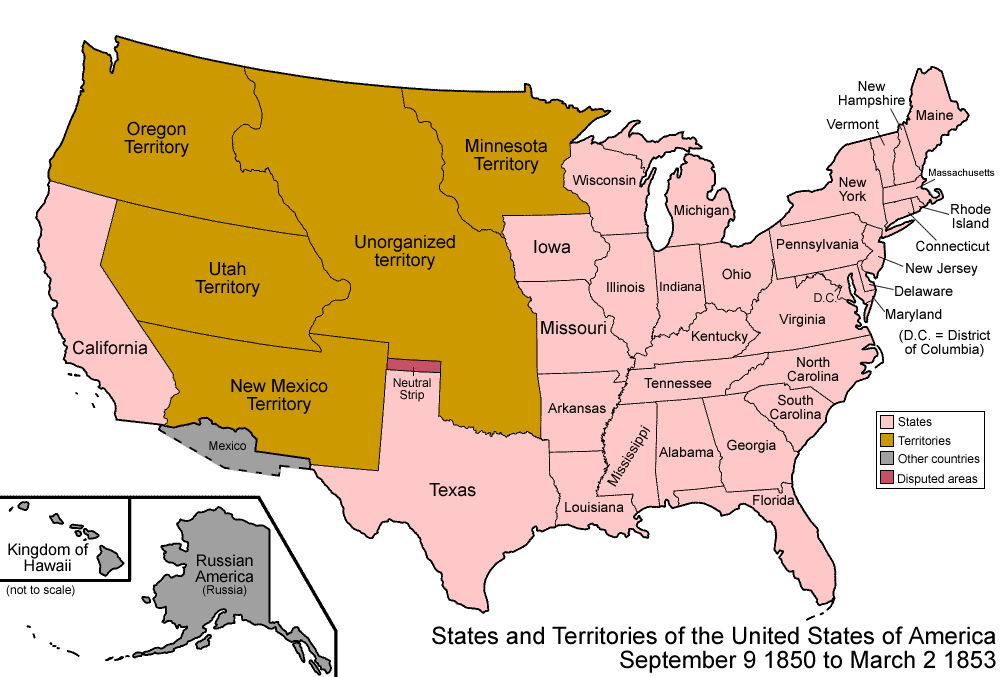
9 septembre 1850 - 2 mars 1853

- 9 septembre : la cession mexicaine est divisée pour satisfaire au compromis de 1850. L’ouest devient le 31e État, la Californie. Le reste est organisé pour former le Territoire de l'Utah et le Territoire du Nouveau-Mexique situés de part et d’autre du 37e parallèle nord. Les deux territoires incluaient des terres cédées au gouvernement fédéral par le Texas en échange de la prise en charge de ses dettes ; une portion du Texas et de la cession mexicaine devinrent un territoire non-organisé[3]. Une anomalie apparut à cette époque, lorsqu'une bande de terre au nord du Texas ne fut assignée à aucun État ou territoire ; elle fut plus tard appelée la Bande neutre ou « le No Man's Land », et correspond à l'actuelle Oklahoma Panhandle[4]. Le Territoire du Nouveau-Mexique est constitué de la majeure partie des actuels Arizona et Nouveau-Mexique, ainsi que le sud du Colorado et la pointe sud du Nevada. Le Territoire de l’Utah est formé de l'actuel Utah, la majeure partie du Nevada et des portions du Colorado et du Wyoming.
- 18 septembre : le Congrès vote une loi nommée Fugitive Slave Law qui rend tout agent de police officiel punissable d’une amende allant jusqu’à 1 000 dollars en cas de refus d’arrestation d’un esclave soupçonné d’être en fuite[5].
- 20 septembre : l’esclavage est interdit en Californie, mais autorisé dans les territoires du Nouveau-Mexique et de l’Utah.
- 23-24 octobre : la National Women's Rights Convention ou « Convention nationale des droits de femmes » a lieu à Worcester (Massachusetts), c’est une réunion politique qui vise à défendre l’obtention du droit de vote pour les femmes aux États-Unis.
- 11 novembre : plusieurs États du Sud, réunis à Nashville, réclament la sécession[6].

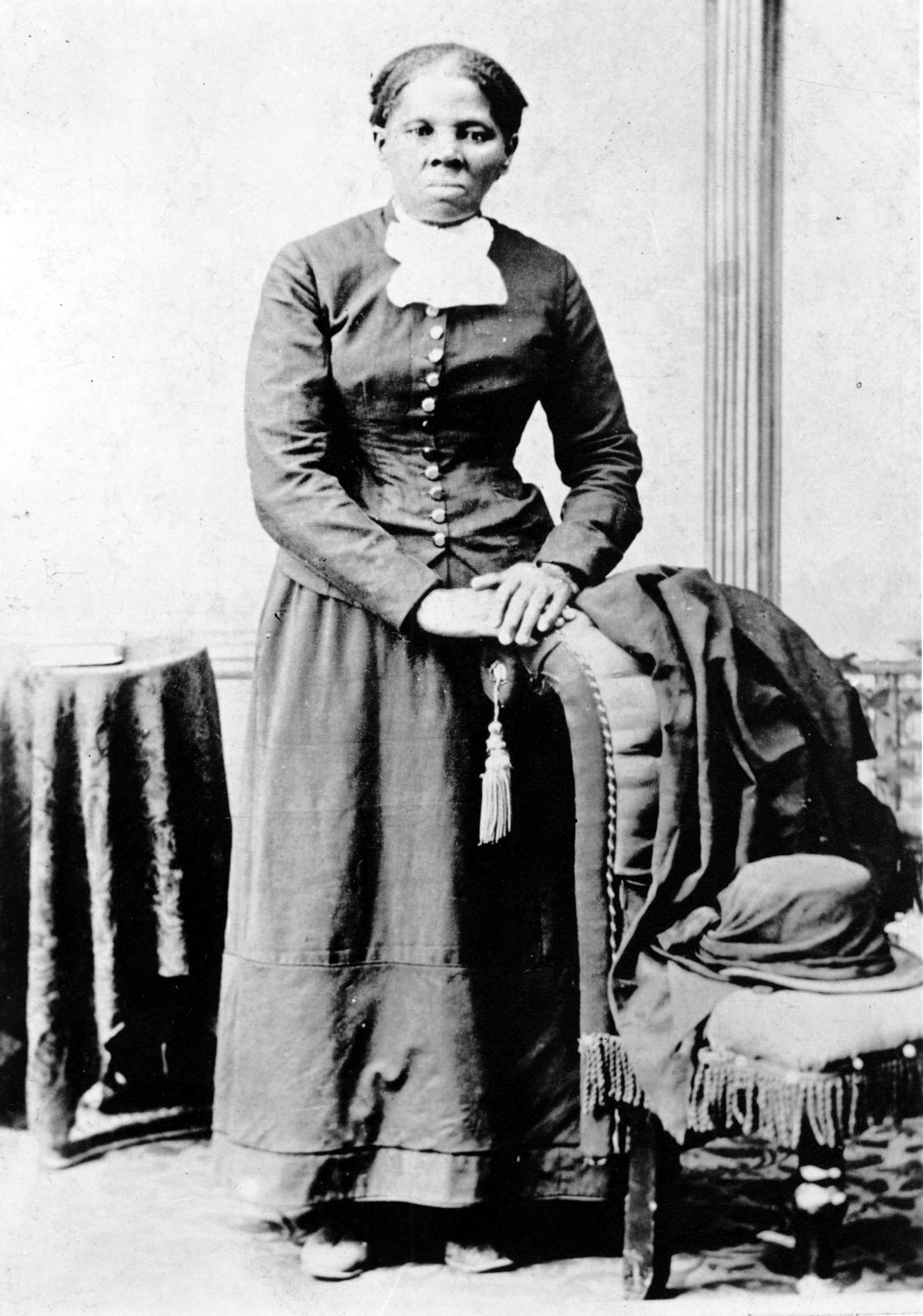
Harriet Tubman

- Harriet Tubman devient la meneuse principale du Chemin de fer clandestin, un réseau de routes clandestines construites par les esclaves noirs américains pour se réfugier au-delà de la ligne Mason-Dixon et jusqu’au Canada avec l’aide des abolitionnistes.
- Fondation à Roxbury par David Davis, Edward Howard et Aaron Lufkin Dennison de la compagnie qui deviendra la Waltham Watch Company. Début de l’American System of Watch Manufacturing, méthode originale de production en masse de produits standardisés aux pièces simples et interchangeables et utilisation systématique de machines-outils. L’arrivée en masse d’immigrants irlandais ou allemand fournit du personnel, qualifié ou non.
- Fondation de St. Mary's School for Boy, future Université de Dayton.
- Fondation de l'Université de Rochester à Rochester (New York).
- Fondation du Los Angeles Sheriff Department.
- Fondation de Lehman Brothers à Montgomery (Alabama).
- Fondation d'Aetna (assurances).
- Fondation de la Louisville and Nashville Railroad.
- Fondation de l'Ordre de l'Étoile Orientale, Ordre paramaçonnique philanthropique et patriotique féminin.

## Naissances
- 26 janvier : Samuel Gompers, syndicaliste américain, premier président de l'American Federation of Labor.
- 12 février : William Morris Davis, (décédé en 1934), est un géographe. Il est souvent considéré comme le « père de la géographie américaine » et  connu également comme le père de la geomorphologie.
- 27 février : Henry Edwards Huntington, (décédé en 1927), était un magnat des chemins de fer et un collectionneur de livres anciens américain.
- 26 mars : Edward Bellamy, (décédé le 22 mai 1898), était un auteur particulièrement célèbre pour son roman utopique se déroulant dans les années 2000, Cent ans après ou l'An 2000 (Looking Backward), publié en 1888 et traduit en français en 1891.
- 31 mars : Charles Doolittle Walcott, paléontologue américain († 1927).
- 20 avril : Daniel Chester French, (né à Exeter (New Hampshire), décédé le 7 octobre 1931 à Concord (Massachusetts)) était un sculpteur américain. Son travail le plus connu est la sculpture d'Abraham Lincoln au Lincoln Memorial à Washington DC.
- 5 juin : Pat Garrett, (né à Cusseta (Alabama) – décédé à Las Cruces, Nouveau-Mexique le 29 février 1908), est un shérif américain du comté de Lincoln au Nouveau-Mexique (Lincoln County, New Mexico), surtout connu pour avoir abattu Billy the Kid en 1881 à Fort Sumner dans le comté de De Baca dans le sud-est du Nouveau-Mexique.
- 15 juin : Charles Hazelius Sternberg est un paléontologue et un naturaliste, mort le 20 juillet 1943.
- 2 juillet : Robert Ridgway est un ornithologue, né  à Mount Carmel (Illinois) et mort en 1929 à Olney (Illinois).
- 15 juillet : Françoise-Xavière Cabrini, ou plus simplement Mère Cabrini, (née à Sant'Angelo Lodigiano, dans la province de Lodi en Lombardie (à l'époque en Autriche aujourd'hui en Italie)  - décédée 22 décembre 1917 à Chicago), était une religieuse italienne, naturalisée américaine en 1909,  reconnue comme sainte par l'Église catholique.
- 2 novembre : Antonio Jacobsen, mort le 2 février 1921, était un peintre maritime américain né au Danemark, et connu comme étant le "Audubon des bateaux à vapeur".

## Décès

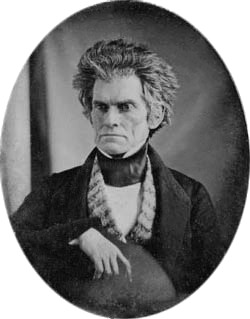
31 mars : John Caldwell Calhoun

- 3 mars : Oliver Cowdery fut l'un des premiers membres de l'Église de Jésus-Christ des saints des derniers jours.
- 31 mars : John Caldwell Calhoun (né le 18 mars 1782 en Caroline du Sud et mort à Washington D.C.) est un important politicien américain durant la première moitié du XIXe siècle. Il est le premier vice-président des États-Unis à être né après l'indépendance américaine, donc citoyen américain.
- 12 mai : Frances Sargent Osgood, (décédée le 12 mai 1850) est une poétesse et l'une des plus populaires femmes de lettres de son temps[7]. Surnommée « Fanny », elle est également célèbre pour ses échanges de poèmes romantiques avec Edgar Allan Poe.
- 19 juin : Margaret Fuller, née à Cambridge (Massachusetts) le 23 mai 1810, est une journaliste, critique et militante féministe.
- 9 juillet : Zachary Taylor, Président des États-Unis
- 25 juillet : Richard Barnes Mason, (né le 16 janvier 1797) fut un général de carrière dans l'United States Army et devint le sixième gouverneur militaire de Californie quelques mois avant que ce dernier ne devienne un État des États-Unis.
- 19 novembre : Richard Mentor Johnson, (né le 17 octobre 1780) est le neuvième vice-président des États-Unis (sous Martin Van Buren).

#### Articles généraux
- Histoire des États-Unis de 1776 à 1865
- Évolution territoriale des États-Unis
- Ruée vers l'or en Californie

#### Articles sur l'année 1850 aux États-Unis
- Compromis de 1850
- Chemin de fer clandestin
- National Women's Rights Convention
- Fugitive Slave Law